# 蟲頰海豬魚
蟲頰海豬魚，為輻鰭魚綱鱸形目隆頭魚亞目隆頭魚科的其中一種，分布於太平洋區，從印尼至法屬波里尼西亞海域，棲息深度1-35公尺，體長可達8.8公分，生活習性不明。